# Thismia andicola
Thismia andicola es una especie de planta no clorofílica de la familia Thismiaceae, encontrada en las cercanías del Parque nacional natural Tamá, en los Andes de Colombia.
Es una hierba micoheterótrofa, que se alimenta a través de micorrizas conformadas por hongos y raíces de otras plantas. Por eso no requiere hacer fotosíntesis.
Presenta una pequeña flor, que se distingue por tener la superficie externa del tubo floral de color azul claro y densamente punteada con puntos metálicos azul cielo, tépalos internos de 4.6–5 mm de largo y estigma obovoide. Emerge del suelo del bosque como un tallo floral desprovisto de clorofila.